# Punta del Calà
La Punta del Calà és una muntanya de 390 metres que es troba al municipi de Maials, a la comarca catalana del Segrià.